# Смолов, Фёдор Михайлович
Фёдор Миха́йлович Смо́лов (род. 9 февраля 1990, Саратов) — российский футболист, нападающий. Заслуженный мастер спорта России (2018). Входит в топ-10 лучших бомбардиров в истории сборной России и чемпионатов России.

## Биография
Фёдор родился в Саратове; родители — Михаил и Ирина Смоловы. Вырос на окраине этого города. В 7 лет отец отвёл Фёдора в футбольную секцию «Сокола». В 14 лет Смолов приезжал на просмотр в московский «Локомотив», но не смог остаться из-за отсутствия мест в интернате. Вскоре отец Фёдора начал настаивать на том, чтобы подросток заканчивал с футболом. Тогда Фёдор попросил позволить пройти последний просмотр и в случае неудачи он ушёл бы из спорта. «Мастер-Сатурн» из Егорьевска принял в свою академию Смолова.
В августе 2018 года попал в серьёзное ДТП, в результате которого никто не пострадал, однако автомобиль BMW M5, принадлежащий футболисту, после восстановлению не подлежал. Сам футболист скрылся с места аварии, за что на год был лишён права вождения автомобилем. По заявлению самого Смолова, он покинул место ДТП из-за того, что у него были просрочены права.
В июле 2019 участвовал в шоу Comment out, в рамках выполнения задания перевёл 400 000 рублей для оплаты капитального ремонта крыши Дома Культуры в селе Костин Лог.
Смолов активно ведет собственный канал на YouTube под названием Smol Talk, куда приглашает известных людей из мира спорта. В 2025 году канал удостоился награды «Премии РБ» в номинации «Лучший спортивный видеоканал».

## Личная жизнь
Состоял в отношениях с российской телеведущей и фотомоделью, обладательницей титула «Мисс Россия — 2003» Викторией Лопырёвой. В мае 2015 года Лопырёва объявила о расставании со Смоловым. После этого непродолжительное время встречался с моделями Мирандой Шелия, Юлией Левченко, «Мисс Россия 2015» Софьей Никитчук.
В начале января 2020 года ряд СМИ сообщили, что Смолов встречается с 17-летней Марией Юмашевой (род. 2002), внучкой первого президента России Бориса Ельцина. По информации издания «7 дней», пара находилась в отношениях уже не менее года и, после достижения Марией совершеннолетия, они собирались оформить свои отношения официально. В 2023 году стало известно, что пара рассталась.
5 июня 2023 года женился на диджее, модели и блогере Карине Истоминой. В ноябре того же года у пары родилась дочь Лора.

## Клубная карьера

### «Динамо» (Москва)

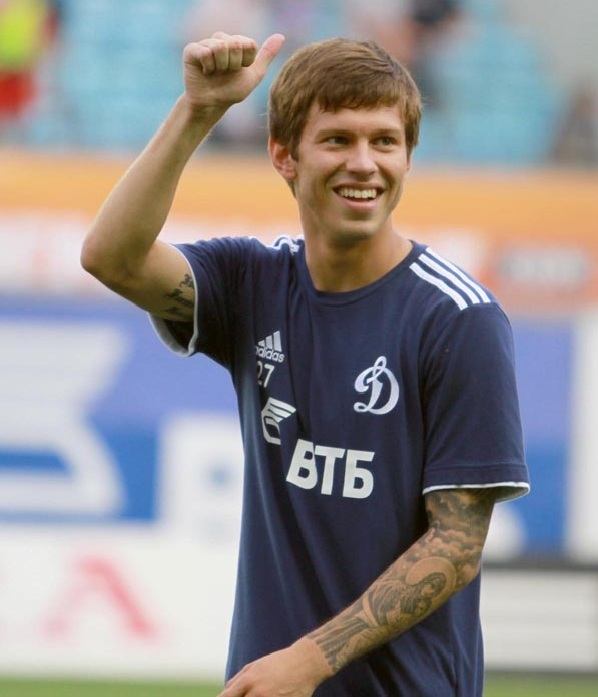
Смолов в составе «Динамо»

В 2006 году подписал с московским «Динамо» первый профессиональный контракт. В следующем году дебютировал в Премьер-лиге — 28 апреля в игре против «Луча-Энергии». В возрасте 17 лет 2 месяцев и 19 дней Смолов стал самым молодым дебютантом «Динамо» в чемпионатах России. Всего в первом сезоне провёл 3 матча. 27 сентября 2008 года в поединке против «Крыльев Советов» забил свой первый гол за «Динамо» в чемпионате. В 2010 году руководство «Динамо» решило, что Смолову необходима постоянная игровая практика.
В мае 2011, после возвращения из «Фейеноорда», забивал в матчах против «Краснодара» и нальчикского «Спартака», в обоих случаях его голы становились решающими.

#### Аренда в «Фейеноорде»
14 июля 2010 года перешёл на правах аренды в «Фейеноорд». Спортивному директору роттердамцев Лео Бенхаккеру Фёдора посоветовали давние знакомые — Дик Адвокат и Игорь Корнеев. В чемпионате Нидерландов дебютировал 8 августа в матче против «Утрехта», завершившемся домашней победой «Фейеноорда» со счётом 3:1. Но со временем стал всё реже появляться на поле. В 11 матчах чемпионата Смолов забил один гол (в ворота клуба «Витесс»; первоначально диктор стадиона ошибочно объявил автором гола Лердама).
«До Голландии многим со стороны казалось, что у меня есть другие интересы, кроме футбола. А сейчас я полностью сконцентрирован»

#### Аренда в «Анжи»
В июле 2012 года перешёл в «Анжи» на правах аренды. 19 июля в поединке против «Гонведа» в рамках квалификационного раунда Лиги Европы дебютировал за новую команду. 22 июля во встрече с краснодарской «Кубанью» дебютировал за «Анжи» в чемпионате России. 2 августа 2012 года в матче квалификационного раунда Лиги Европы против «Витесса» забил решающий гол, который позволил его команде победить 2:0.
В октябре 2012 года президент московского «Динамо» Геннадий Соловьёв подтвердил появившуюся в СМИ информацию о том, что клуб собирается вернуть Смолова из аренды. В середине января стало известно, что Смолов останется в «Анжи» до конца сезона 2012/13.
28 января 2014 года Смолов во второй раз перешёл в «Анжи» на правах аренды с возможностью играть против своего основного клуба. 6 апреля 2014 года в матче «Анжи» — «Динамо» (4:0) Смолов прервал свою безголевую серию, длившуюся 1775 минут.

#### Аренда в «Урал»
1 сентября 2014 года Смолов снова был отдан в аренду — на этот раз в екатеринбургский «Урал», согласившись на понижение зарплаты более чем в 2,5 раза. Дважды Смолов признавался болельщиками «Урала» лучшим игроком команды — в сентябре 2014 и апреле 2015. 31 мая 2015 года закончился срок аренды, а 1 июня — срок контракта с «Динамо», в связи с чем Смолов не смог принять участие в стыковых матчах «Урала».

### «Краснодар»

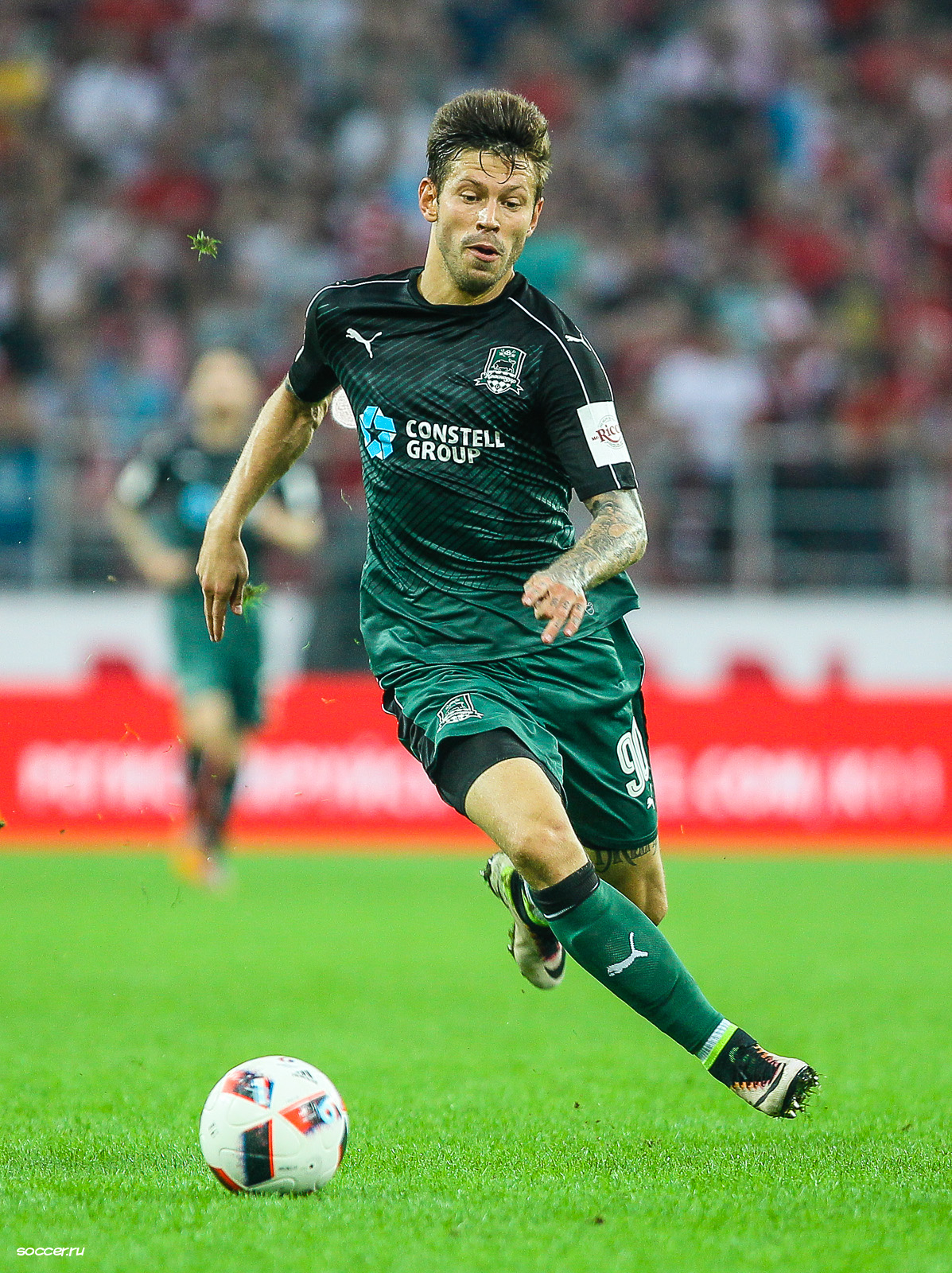
Смолов в составе «Краснодара»

2 июня 2015 года подписал контракт сроком на 4 года с клубом «Краснодар». 6 августа 2015 года в матче 3-го квалификационного раунда Лиги Европы с братиславским «Слованом» забил пенальти за «Краснодар», а 10 августа в дерби с «Кубанью» с игры забил в чемпионате России, при этом оба гола были забиты в компенсированное время второго тайма и оба спасли «Краснодар» от поражения.
24 сентября 2015 года забил победный гол в 1/16 финала кубка России в матче против «Зенита» из Ижевска. В первых групповых поединках Лиги Европы против дортмундской «Боруссии» и азербайджанской «Габалы» отдал голевую передачу и забил сам. 8 ноября в поединке против ЦСКА сделал «дубль» и помог «быкам» нанести «армейцам» первое поражение в сезоне.
10 апреля 2016 года оформил первый в своей карьере «покер» в ворота «Урала». Покер Смолова стал юбилейным, 10-м, в чемпионатах России и первым, сделанным российским игроком за последние 15 лет.
Дважды признавался лучшим футболистом месяца (ноябрь—декабрь 2015 и апрель 2016).
Мяч, забитый в ворота «Уфы» в матче 25-го тура, был признан самым красивым голом чемпионата России по версии одного из ведущих российских спортивных изданий «Спорт-Экспресс». По итогам сезона 2015/16 Смолов с 20 голами стал лучшим бомбардиром РФПЛ. Летом того же года «Шанхай Шеньхуа» предложил за Смолова 15 миллионов евро, но получил отказ. Сам Смолов сказал, что видит себя в топ-клубе:
«У меня летом было супервыгодное предложение в финансовом плане из Китая. Оно было действительно космическим. Думаю, во всем чемпионате России ни у кого нет таких условий. Но я отказал сразу, ни секунды не раздумывал. У меня есть цель, я к ней иду и хочу в конце концов всё-таки добраться.

Кем я вижу себя через три года? Вижу себя в топ-клубе европейского чемпионата — в Англии, Италии, Германии или Испании. Я себя там не просто вижу, я к этому стремлюсь. Потому что, когда у меня состоялся разговор с самим собой, я себе поставил цель. Теперь стараюсь идти к ней».
29 сентября 2016 года в матче группового этапа Лиги Европы 2016/17 с «Ниццей» (5:2) забил первый гол в матче, получив одновременно с этим травму колена и выбыл из строя на срок около месяца. Вернулся в стартовый состав команды и второй год подряд стал лучшим бомбардиром чемпионата (на этот раз забив 18 голов). По итогам сезона 2017/18 Фёдора признали лучшим футболистом сезона. Смолов набрал 179 баллов. Нападающий сыграл 22 матча и забил 14 голов. В сезоне 2018/2019 стал капитаном «Краснодара».

### «Локомотив» (Москва)

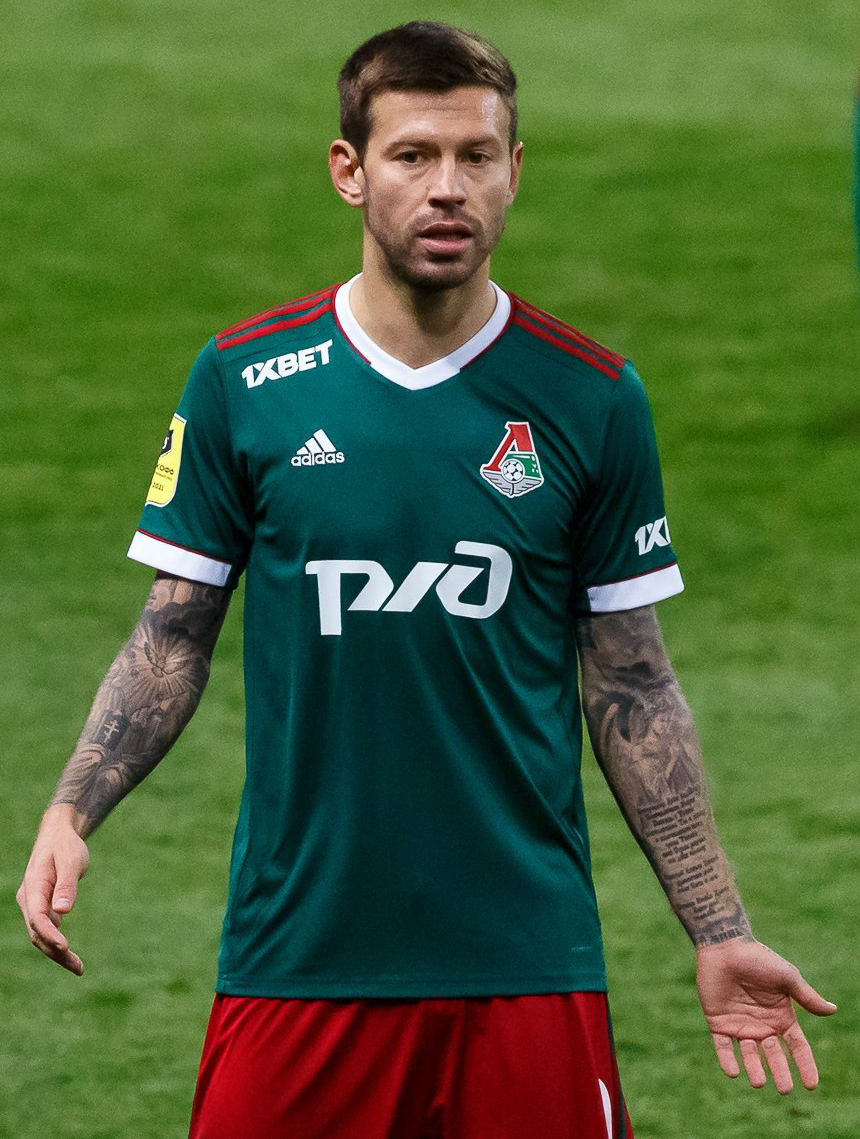
Смолов в составе «Локомотива»

9 августа 2018 года Смолов стал игроком «Локомотива». Сумма трансфера составила около 9 миллионов евро, контракт рассчитан на 4 года с зарплатой около 3 миллионов евро. Дебютировал 12 августа в гостевом матче 3 тура против «Оренбурга» (1:0). Вышел в стартовом составе и отыграл 76 минут. 26 августа 2018 года забил первый гол за клуб на 73 минуте домашнего матча 5 тура против «Анжи» (2:1).
В составе «Локомотива» взял свой первый трофей в карьере — Кубок России 2018/2019. 6 июля забил первый гол (из трёх) в матче Суперкубка России 2019 против чемпиона «Зенита».
В начале сезона 2019/2020 забил три мяча в чемпионате: в ворота «Крыльев Советов», «Урала» и «Оренбурга». 22 августа 2021 года в домашнем матче 5-го тура чемпионата России против «Краснодара» оформил дубль.

#### Аренда в «Сельте»
30 января 2020 года перешёл в «Сельту» на правах аренды до конца сезона. Трансфер обошёлся в 600 тысяч евро и включал опцию выкупа за 6 миллионов евро. Дебютировал 1 февраля в гостевом матче против «Валенсии», выйдя на замену на 78-й минуте. 16 февраля забил первый мяч за клуб, открыв счёт на 7 минуте в гостевом матче 24-го тура против мадридского «Реала» (2:2). В следующий раз Смолов привлёк к себе всеобщее внимание, когда во время паузы в чемпионате, вызванной эпидемией, отправился в Россию. Большинство испанских болельщиков негативно отнеслись к отъезду Фёдора, однако клуб пошёл игроку навстречу. Своё решение покинуть Испанию нападающий мотивировал желанием быть поближе к семье. Второй гол забил в ворота «Барселоны» 27 июня 2020 года в 32-м туре. В конце сезона у нападающего диагностировали отёк приводящей мышцы правой ноги, из-за чего он пропустил последние игры в Ла Лиге.
29 июля 2020 года вернулся в «Локомотив», так как «Сельта» не стала выкупать права. Всего за клуб из Виго провёл 14 матчей, в которых дважды забил и получил четыре жёлтые карточки.

### Возвращение в «Динамо»
12 января 2022 года перешёл в московское «Динамо». 24 июля 2022 года забил два мяча в ворота московского «Торпедо» (4:0). 30 июля отметился дублем в ворота «Факела» (3:3). 22 октября 2022 года забил мяч с пенальти в ворота «Локомотива». Этот гол стал для Смолова 100-м в 286 матчах чемпионата России. Смолов стал восьмым в истории футболистом (и первым, родившимся в 1990-е годы), достигшим отметки 100 забитых мячей в чемпионатах России.
31 мая 2023 года продлил контракт с клубом до конца сезона 2023/24, с возможностью продления ещё на один сезон.
29 июля 2023 года сыграл свой 300-й матч в чемпионатах России. 18 июня 2024 года «Динамо» объявило об уходе Смолова из клуба в связи с истечением срока контракта. За последние два с половиной сезона в составе «Динамо» Смолов забил 25 мячей в 80 матчах. Всего за клуб он провёл 157 игр и помог ей трижды завоевать бронзовые медали чемпионата России.

### Возвращение в «Краснодар»
18 июня 2024 года вернулся в «Краснодар» на правах свободного агента, подписав контракт до лета 2025 года. Свой первый матч после возвращения Смолов провёл 13 июля 2024 года во встрече против петербургского «Зенита» за Суперкубок России, выйдя в стартовом составе. Также в этой встрече Смолов забил свой первый мяч после возвращения в «Краснодар», отличившись на 70-й минуте матча, однако это не помогло его команде уйти от поражения (4:2). Смолов провёл на поле весь матч. 26 ноября 2024 года оформил дубль в ворота «Тюмени» в рамках 1/4 финала пути регионов Кубка России, основное время матча завершилось со счётом 3:3, а в серии послематчевых пенальти сильнее оказался «Краснодар».

## Карьера в сборной
В январе 2008 года Смолов победил в составе сборной России на мемориале Гранаткина, став лучшим бомбардиром турнира.
12 октября 2012 года в первом стыковом матче за попадание на молодёжный чемпионат Европы против молодёжной сборной Чехии Смолов забил два гола и помог своей команде одержать победу, 2:0. В ответном матче он на 6-й минуте реализовал пенальти в ворота Чехии, игра завершилась ничьей 2:2, что позволило сборной России квалифицироваться на молодёжный чемпионат Европы впервые с 1998 года.

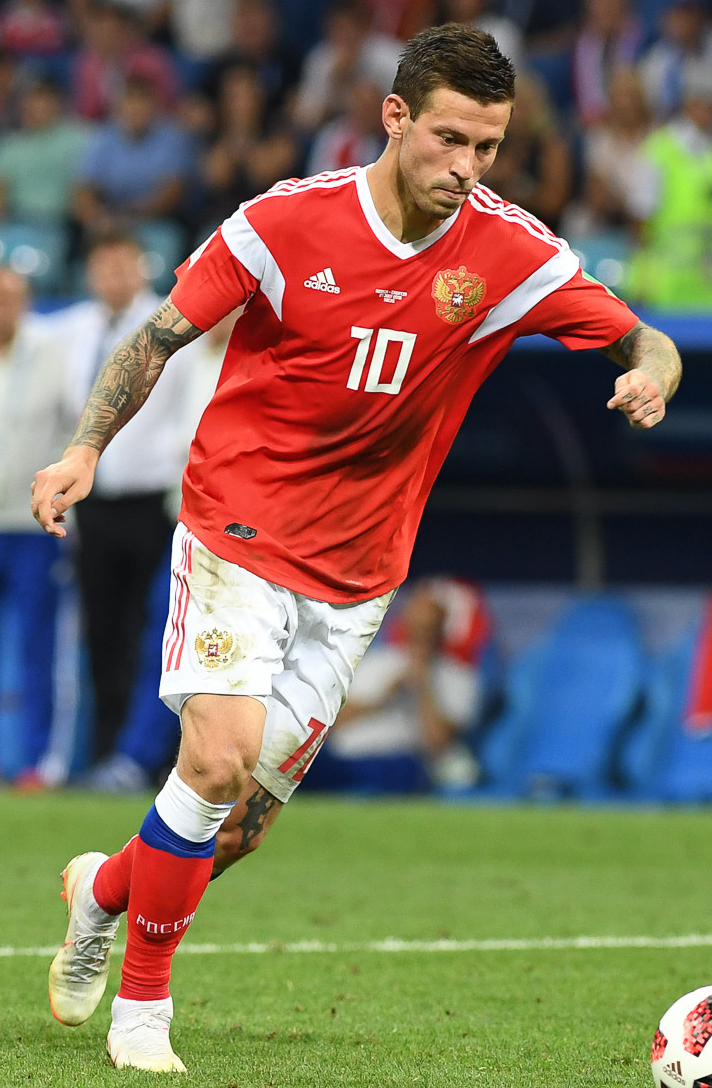
7 июля 2018 года: Смолов пробивает послематчевый пенальти в ворота Хорватии, который отразит Даниел Субашич

14 ноября 2012 года в матче против сборной США дебютировал в сборной России, где он, выйдя в стартовом составе, на 9-й минуте открыл счёт. Этот гол стал самым быстрым голом после выхода на поле для дебютантов сборной России, а также единственным, забитым новичком сборной в первом тайме дебютного матча. В этом же эпизоде Фёдор получил травму и продолжить матч не смог. 7 июня 2013 года дебютировал в официальном матче за сборную, выйдя на 68-й минуте в гостевом матче со сборной Португалии. В составе сборной выступал на матчах чемпионата Европы по футболу 2016 года во Франции, Кубка конфедераций 2017 в России (удостоен награды лучшего игрока «Man of the Match» после игры со сборной Новой Зеландии по футболу) и домашнего чемпионата мира 2018 года.
За пять игр домашнего чемпионата мира Смолов не отличился голами или голевыми передачами, забив лишь однажды в послематчевой серии пенальти встречи 1/8 финала против Испании (мяч после его удара рикошетом от рук Давида де Хеа залетел в ворота). В четвертьфинальной встрече против Хорватии Смолов, пробивая первый удар в послематчевой серии пенальти, неудачно пробил по центру: мяч отразил вратарь Даниел Субашич, а сборная России в итоге уступила Хорватии. После этой игры Смолов подвергся оскорблениям со стороны фанатов: его первая попытка объяснения перед болельщиками лишь усугубила ситуацию, потому что Смолов упомянул Майкла Джордана, сравнив себя с легендой баскетбола и заявив, что он имеет право ошибаться, как и Джордан. Фанатов не убедили ни кадры, на которых Смолов после завершения матча долго не покидал поле, ни свидетельства того, что он сидел у раздевалки, закрыв лицо руками. Спустя почти полгода после чемпионата мира в интервью, взятом Ксенией Собчак, Фёдор принёс официальные извинения перед игроками и за незабитый пенальти, и за своё нелепое объяснение. По словам врача Эдуарда Безуглова, незабитый пенальти стал началом эмоционального стресса и последующего провального сезона в «Локомотиве»; сам Смолов также говорил, что в течение недели ни с кем не общался.
8 июня 2019 года в домашнем матче отборочного тура чемпионата Европы 2020 против Сан-Марино Смолов оформил дубль (9:0), попутно забив свой 100-й гол в карьере.
В августе 2021 года главный тренер сборной Валерий Карпин вызвал Смолова на сентябрьские матчи отборочного этапа чемпионата мира 2022. 4 сентября в матче против Кипра (2:0) Смолов отдал две голевые передачи, а 7 сентября в матче против Мальты (2:0) был капитаном сборной и забил гол на 10-й минуте игры.
После отстранения сборной от участия в официальных турнирах в 2022 году принял решение завершить выступления за национальную команду.

## Статистика выступлений

### Клубная статистика
| Клуб                 | Сезон                | Лига | Лига | Кубки | Кубки | Еврокубки | Еврокубки | Итого | Итого |
| Клуб                 | Сезон                | Игры | Голы | Игры  | Голы  | Игры      | Голы      | Игры  | Голы  |
| -------------------- | -------------------- | ---- | ---- | ----- | ----- | --------- | --------- | ----- | ----- |
| Динамо (Москва)      | 2007                 | 3    | 0    | 0     | 0     | —         | —         | 3     | 0     |
| Динамо (Москва)      | 2008                 | 7    | 1    | 1     | 0     | —         | —         | 8     | 1     |
| Динамо (Москва)      | 2009                 | 18   | 0    | 3     | 1     | 2         | 0         | 23    | 1     |
| Динамо (Москва)      | 2010                 | 2    | 0    | 0     | 0     | 0         | 0         | 2     | 0     |
| Динамо (Москва)      | 2011/12              | 23   | 2    | 1     | 0     | —         | —         | 24    | 2     |
| Динамо (Москва)      | 2013/14              | 13   | 0    | 1     | 0     | —         | —         | 14    | 0     |
| Динамо (Москва)      | 2014/15              | 2    | 0    | 0     | 0     | 1         | 0         | 3     | 0     |
| Динамо (Москва)      | Итого                | 68   | 3    | 6     | 1     | 3         | 0         | 77    | 4     |
| → Фейеноорд          | 2010/11              | 11   | 1    | 1     | 0     | 2         | 0         | 14    | 1     |
| → Фейеноорд          | Итого                | 11   | 1    | 1     | 0     | 2         | 0         | 14    | 1     |
| → Анжи               | 2012/13              | 15   | 0    | 3     | 0     | 8         | 1         | 26    | 1     |
| → Анжи               | 2013/14              | 11   | 2    | 0     | 0     | 4         | 0         | 15    | 2     |
| → Анжи               | Итого                | 26   | 2    | 3     | 0     | 12        | 1         | 41    | 3     |
| → Урал               | 2014/15              | 22   | 8    | 1     | 0     | —         | —         | 23    | 8     |
| → Урал               | Итого                | 22   | 8    | 1     | 0     | —         | —         | 23    | 8     |
| Краснодар            | 2015/16              | 29   | 20   | 3     | 1     | 12        | 3         | 44    | 24    |
| Краснодар            | 2016/17              | 22   | 18   | 1     | 1     | 8         | 6         | 31    | 25    |
| Краснодар            | 2017/18              | 22   | 14   | 0     | 0     | 2         | 0         | 24    | 14    |
| Краснодар            | 2018/19              | 2    | 1    | 0     | 0     | 0         | 0         | 2     | 1     |
| Краснодар            | Итого                | 75   | 53   | 4     | 2     | 22        | 9         | 101   | 64    |
| Локомотив (Москва)   | 2018/19              | 22   | 6    | 4     | 1     | 3         | 0         | 29    | 7     |
| Локомотив (Москва)   | 2019/20              | 14   | 3    | 1     | 1     | 4         | 0         | 19    | 4     |
| Локомотив (Москва)   | 2020/21              | 21   | 7    | 4     | 4     | 3         | 0         | 28    | 11    |
| Локомотив (Москва)   | 2021/22              | 15   | 7    | 1     | 0     | 6         | 0         | 22    | 7     |
| Локомотив (Москва)   | Итого                | 72   | 23   | 10    | 6     | 16        | 0         | 98    | 29    |
| → Сельта             | 2019/20              | 14   | 2    | 0     | 0     | —         | —         | 14    | 2     |
| → Сельта             | Итого                | 14   | 2    | 0     | 0     | —         | —         | 14    | 2     |
| Динамо (Москва)      | 2021/22              | 11   | 5    | 4     | 2     | —         | —         | 15    | 7     |
| Динамо (Москва)      | 2022/23              | 24   | 10   | 7     | 2     | —         | —         | 31    | 12    |
| Динамо (Москва)      | 2023/24              | 25   | 4    | 9     | 2     | —         | —         | 34    | 6     |
| Динамо (Москва)      | Итого                | 60   | 19   | 20    | 6     | —         | —         | 80    | 25    |
| Всего за «Динамо»    | Всего за «Динамо»    | 128  | 22   | 26    | 7     | 3         | 0         | 157   | 29    |
| Краснодар            | 2024/25              | 16   | 1    | 8     | 3     | —         | —         | 24    | 4     |
| Краснодар            | Итого                | 16   | 1    | 8     | 3     | —         | —         | 24    | 4     |
| Всего за «Краснодар» | Всего за «Краснодар» | 91   | 54   | 12    | 5     | 22        | 9         | 125   | 68    |
| Всего за карьеру     | Всего за карьеру     | 364  | 112  | 53    | 18    | 55        | 10        | 472   | 140   |

### Еврокубки Фёдора Смолова
| № | Дата            | Оппонент               | Стадион               | Счёт | Голы | Пасы | Карточки | Минуты  | Соревнование                 |
| - | --------------- | ---------------------- | --------------------- | ---- | ---- | ---- | -------- | ------- | ---------------------------- |
| 1 | 29 июля 2009    | Селтик                 | «Селтик Парк», Глазго | 1:0  | —    | —    | —        | 16' 74' | Квалиф.ЛЧ 2009/10 (3 раунд)  |
| 2 | 27 августа 2009 | ЦСКА (София)           | «Арена Химки», Химки  | 1:2  | —    | —    | —        | 29' 61' | Квалиф.ЛЕ 2009/10 (Плей-офф) |
| 3 | 7 августа 2014  | Хапоэль (Кирьят-Шмона) | «ГСП», Строволос      | 2:1  | —    | —    | 68'      | 28' 62' | Квалиф.ЛЕ 2014/15 (3 раунд)  |

Итого: сыграно матчей: 3 / забито голов: 0; победы: 2, ничьи: 0, поражения: 1.
| № | Дата            | Оппонент | Стадион               | Счёт | Голы | Пасы | Карточки | Минуты  | Соревнование                 |
| - | --------------- | -------- | --------------------- | ---- | ---- | ---- | -------- | ------- | ---------------------------- |
| 1 | 19 августа 2010 | Гент     | «де Куип», Роттердам  | 1:0  | —    | —    | —        | 77' 77' | Квалиф.ЛЕ 2010/11 (Плей-офф) |
| 2 | 26 августа 2010 | Гент     | «Геламко-Арена», Гент | 0:2  | —    | —    | —        | 32' 58' | Квалиф.ЛЕ 2010/11 (Плей-офф) |

Итого: сыграно матчей: 2 / забито голов: 0; победы: 1, ничьи: 0, поражения: 1.
| №  | Дата            | Оппонент  | Стадион                 | Счёт | Голы | Пасы | Карточки | Минуты  | Соревнование                 |
| -- | --------------- | --------- | ----------------------- | ---- | ---- | ---- | -------- | ------- | ---------------------------- |
| 1  | 19 июля 2012    | Гонвед    | «Леон Арена», Раменское | 1:0  | —    | —    | —        | 7' 83'  | Квалиф.ЛЕ 2012/13 (2 раунд)  |
| 2  | 26 июля 2012    | Гонвед    | «Йожеф Божик», Будапешт | 4:0  | —    | —    | —        | 16' 74' | Квалиф.ЛЕ 2012/13 (2 раунд)  |
| 3  | 2 августа 2012  | Витесс    | «Леон Арена», Раменское | 2:0  | 74′  | —    | —        | 90'     | Квалиф.ЛЕ 2012/13 (3 раунд)  |
| 4  | 9 августа 2012  | Витесс    | «Гелредом», Арнем       | 2:0  | —    | —    | —        | 5' 85'  | Квалиф.ЛЕ 2012/13 (3 раунд)  |
| 5  | 23 августа 2012 | АЗ        | «РЖД Арена», Москва     | 1:0  | —    | —    | —        | 12' 78' | Квалиф.ЛЕ 2012/13 (Плей-офф) |
| 6  | 30 августа 2012 | АЗ        | «АФАС», Алкмар          | 5:0  | —    | —    | —        | 18' 72' | Квалиф.ЛЕ 2012/13 (Плей-офф) |
| 7  | 25 октября 2012 | Ливерпуль | «Энфилд», Ливерпуль     | 0:1  | —    | —    | —        | 64' 64' | ЛЕ 2012/13 (группа А)        |
| 8  | 8 ноября 2012   | Ливерпуль | «РЖД Арена», Москва     | 1:0  | —    | —    | —        | 10' 80' | ЛЕ 2012/13 (группа А)        |
| 9  | 20 февраля 2014 | Генк      | «Леон Арена», Раменское | 0:0  | —    | —    | —        | 73' 73' | ЛЕ 2013/14 (1/16 финала)     |
| 10 | 28 февраля 2014 | Генк      | «Кристал-арена», Генк   | 2:0  | —    | 1    | —        | 90'     | ЛЕ 2013/14 (1/16 финала)     |
| 11 | 14 марта 2014   | АЗ        | «АФАС», Алкмар          | 0:1  | —    | —    | —        | 90'     | ЛЕ 2013/14 (1/8 финала)      |
| 12 | 20 марта 2014   | АЗ        | «Леон Арена», Раменское | 0:0  | —    | —    | —        | 90'     | ЛЕ 2013/14 (1/8 финала)      |

Итого: сыграно матчей: 12 / забито голов: 1; победы: 8, ничьи: 2, поражения: 2.
| №  | Дата             | Оппонент            | Стадион                       | Счёт | Голы  | Пасы | Карточки | Минуты  | Соревнование                 |
| -- | ---------------- | ------------------- | ----------------------------- | ---- | ----- | ---- | -------- | ------- | ---------------------------- |
| 1  | 30 июля 2015     | Слован (Братислава) | «Кубань», Краснодар           | 2:0  | —     | —    | —        | 62' 62' | Квалиф.ЛЕ 2015/16 (3 раунд)  |
| 2  | 6 августа 2015   | Слован (Братислава) | «Пасиенки», Братислава        | 3:3  | 90+3′ | 2    | —        | 90'     | Квалиф.ЛЕ 2015/16 (3 раунд)  |
| 3  | 20 августа 2015  | ХИК                 | «Кубань», Краснодар           | 5:1  | 57′   | —    | —        | 74' 74' | Квалиф.ЛЕ 2015/16 (Плей-офф) |
| 4  | 27 августа 2015  | ХИК                 | «Bolt Arena», Хельсинки       | 0:0  | —     | —    | —        | 15' 75' | Квалиф.ЛЕ 2015/16 (Плей-офф) |
| 5  | 17 сентября 2015 | Боруссия (Дортмунд) | «Сигнал Идуна Парк», Дортмунд | 1:2  | —     | 1    | —        | 90'     | ЛЕ 2015/16 (группа С)        |
| 6  | 1 октября 2015   | Габала              | «Кубань», Краснодар           | 2:1  | 84′   | —    | —        | 30' 60' | ЛЕ 2015/16 (группа С)        |
| 7  | 22 октября 2015  | ПАОК                | «Тумба», Салоники             | 0:0  | —     | —    | —        | 63' 63' | ЛЕ 2015/16 (группа С)        |
| 8  | 5 ноября 2015    | ПАОК                | «Кубань», Краснодар           | 2:1  | —     | —    | —        | 28' 62' | ЛЕ 2015/16 (группа С)        |
| 9  | 26 ноября 2015   | Боруссия (Дортмунд) | «Кубань», Краснодар           | 1:0  | —     | —    | —        | 90'     | ЛЕ 2015/16 (группа С)        |
| 10 | 10 декабря 2015  | Габала              | «Нефтчи Арена», Баку          | 3:0  | —     | —    | —        | 14' 76' | ЛЕ 2015/16 (группа С)        |
| 11 | 18 февраля 2016  | Спарта (Прага)      | «апет Арена», Прага           | 0:1  | —     | —    | —        | 68' 68' | ЛЕ 2015/16 (1/16 финала)     |
| 12 | 25 февраля 2016  | Спарта (Прага)      | «Кубань», Краснодар           | 0:3  | —     | —    | 72'      | 75' 75' | ЛЕ 2015/16 (1/16 финала)     |
| 13 | 28 июля 2016     | Биркиркара          | «Тони Беззина», Мальта        | 3:0  | 75′   | —    | —        | 90'     | Квалиф.ЛЕ 2016/17 (3 раунд)  |
| 14 | 18 августа 2016  | Партизани           | «Кубань», Краснодар           | 4:0  | 27′   | —    | —        | 76' 76' | Квалиф.ЛЕ 2016/17 (Плей-офф) |
| 15 | 15 сентября 2016 | Зальцбург           | «Ред Булл Арена», Зальцбург   | 1:0  | —     | —    | —        | 90'     | ЛЕ 2016/17 (группа I)        |
| 16 | 29 сентября 2016 | Ницца               | «Кубань», Краснодар           | 5:2  | 22′   | —    | —        | 29' 29' | ЛЕ 2016/17 (группа I)        |
| 17 | 24 ноября 2016   | Зальцбург           | «Краснодар», Краснодар        | 1:1  | 85′   | —    | —        | 90'     | ЛЕ 2016/17 (группа I)        |
| 18 | 8 декабря 2016   | Ницца               | «Альянц Ривьера», Ницца       | 1:2  | 52′   | —    | —        | 90'     | ЛЕ 2016/17 (группа I)        |
| 19 | 16 февраля 2017  | Фенербахче          | «Краснодар», Краснодар        | 1:0  | —     | —    | —        | 90'     | ЛЕ 2016/17 (1/16 финала)     |
| 20 | 22 февраля 2017  | Фенербахче          | «Шюкрю Сараджоглу», Стамбул   | 1:1  | 7′    | —    | —        | 90'     | ЛЕ 2016/17 (1/16 финала)     |
| 21 | 17 августа 2017  | Црвена звезда       | «Краснодар», Краснодар        | 3:2  | —     | —    | 77'      | 24' 66' | Квалиф.ЛЕ 2017/18 (Плей-офф) |
| 22 | 24 августа 2017  | Црвена звезда       | «Райко Митич», Белград        | 1:2  | —     | —    | —        | 65' 65' | Квалиф.ЛЕ 2017/18 (Плей-офф) |

Итого: сыграно матчей: 22 / забито голов: 9; победы: 12, ничьи: 5, поражения: 5.
| №  | Дата             | Оппонент        | Стадион                          | Счёт | Голы | Пасы | Карточки | Минуты  | Соревнование          |
| -- | ---------------- | --------------- | -------------------------------- | ---- | ---- | ---- | -------- | ------- | --------------------- |
| 1  | 6 ноября 2018    | Порту           | «Драган», Порту                  | 1:4  | —    | —    | —        | 19' 71' | ЛЧ 2018/19 (группа D) |
| 2  | 28 ноября 2018   | Галатасарай     | «РЖД Арена», Москва              | 2:0  | —    | 1    | —        | 88' 88' | ЛЧ 2018/19 (группа D) |
| 3  | 11 декабря 2018  | Шальке 04       | «Фельтинс-Арена», Гельзенкирхен  | 0:1  | —    | —    | —        | 10' 80' | ЛЧ 2018/19 (группа D) |
| 4  | 18 сентября 2019 | Байер 04        | «Бай-Арена», Леверкузен          | 2:1  | —    | —    | —        | 90'     | ЛЧ 2019/20 (группа D) |
| 5  | 1 октября 2019   | Атлетико Мадрид | «РЖД Арена», Москва              | 0:2  | —    | —    | —        | 83' 83' | ЛЧ 2019/20 (группа D) |
| 6  | 26 ноября 2019   | Байер 04        | «РЖД Арена», Москва              | 0:2  | —    | —    | —        | 13' 77' | ЛЧ 2019/20 (группа D) |
| 7  | 11 декабря 2019  | Атлетико Мадрид | «Рияд Эйр Метрополитано», Мадрид | 0:2  | —    | —    | —        | 15' 75' | ЛЧ 2019/20 (группа D) |
| 8  | 21 октября 2020  | РБ Зальцбург    | «Ред Булл Арена», Зальцбург      | 2:2  | —    | —    | —        | 62' 62' | ЛЧ 2020/21 (группа A) |
| 9  | 27 октября 2020  | Бавария         | «РЖД Арена», Москва              | 1:2  | —    | —    | —        | 75' 75' | ЛЧ 2020/21 (группа A) |
| 10 | 3 ноября 2020    | Атлетико Мадрид | «РЖД Арена», Москва              | 1:1  | —    | —    | —        | 64' 64' | ЛЧ 2020/21 (группа A) |
| 11 | 16 сентября 2021 | Олимпик Марсель | «РЖД Арена», Москва              | 1:1  | —    | —    | —        | 75' 75' | ЛЕ 2021/22 (группа Е) |
| 12 | 30 сентября 2021 | Лацио           | «Олимпийский», Рим               | 0:2  | —    | —    | —        | 90'     | ЛЕ 2021/22 (группа Е) |
| 13 | 21 октября 2021  | Галатасарай     | «РЖД Арена», Москва              | 0:1  | —    | —    | —        | 90'     | ЛЕ 2021/22 (группа Е) |
| 14 | 4 ноября 2021    | Галатасарай     | «Рамс Парк», Стамбул             | 1:1  | —    | —    | —        | 45' 46' | ЛЕ 2021/22 (группа Е) |
| 15 | 25 ноября 2021   | Лацио           | «РЖД Арена», Москва              | 0:3  | —    | —    | —        | 31' 59' | ЛЕ 2021/22 (группа Е) |
| 16 | 9 декабря 2021   | Олимпик Марсель | «Оранж Велодром», Марсель        | 0:1  | —    | —    | 56'      | 90'     | ЛЕ 2021/22 (группа Е) |

Итого: сыграно матчей: 16 / забито голов: 0; победы: 2, ничьи: 4, поражения: 10.

### В сборной
| Россия           | Год              | Отборочные ЧМ | Отборочные ЧМ | Финальные матчи ЧМ | Финальные матчи ЧМ | Отборочные ЧЕ | Отборочные ЧЕ | Финальные матчи ЧЕ | Финальные матчи ЧЕ | Кубок конфедераций | Кубок конфедераций | Товарищеские матчи | Товарищеские матчи | Всего | Всего |
| Россия           | Год              | Игры          | Голы          | Игры               | Голы               | Игры          | Голы          | Игры               | Голы               | Игры               | Голы               | Игры               | Голы               | Игры  | Голы  |
| ---------------- | ---------------- | ------------- | ------------- | ------------------ | ------------------ | ------------- | ------------- | ------------------ | ------------------ | ------------------ | ------------------ | ------------------ | ------------------ | ----- | ----- |
| Россия           | 2012             | 0             | 0             | 0                  | 0                  | 0             | 0             | 0                  | 0                  | 0                  | 0                  | 1                  | 1                  | 1     | 1     |
| Россия           | 2013             | 1             | 0             | 0                  | 0                  | 0             | 0             | 0                  | 0                  | 0                  | 0                  | 3                  | 1                  | 4     | 1     |
| Россия           | 2015             | 0             | 0             | 0                  | 0                  | 3             | 1             | 0                  | 0                  | 0                  | 0                  | 2                  | 1                  | 5     | 2     |
| Россия           | 2016             | 0             | 0             | 0                  | 0                  | 0             | 0             | 3                  | 0                  | 0                  | 0                  | 6                  | 2                  | 9     | 2     |
| Россия           | 2017             | 0             | 0             | 0                  | 0                  | 0             | 0             | 0                  | 0                  | 3                  | 1                  | 6                  | 4                  | 9     | 5     |
| Россия           | 2018             | 0             | 0             | 5                  | 0                  | 0             | 0             | 0                  | 0                  | 0                  | 0                  | 4                  | 1                  | 9     | 1     |
| Россия           | 2019             | 0             | 0             | 0                  | 0                  | 2             | 2             | 0                  | 0                  | 0                  | 0                  | 0                  | 0                  | 2     | 2     |
| Россия           | 2021             | 6             | 2             | 0                  | 0                  | 0             | 0             | 0                  | 0                  | 0                  | 0                  | 0                  | 0                  | 6     | 2     |
| Всего за карьеру | Всего за карьеру | 7             | 2             | 5                  | 0                  | 5             | 3             | 3                  | 0                  | 3                  | 1                  | 22                 | 10                 | 45    | 16    |

| Матчи Смолова за сборную России | Матчи Смолова за сборную России | Матчи Смолова за сборную России | Матчи Смолова за сборную России | Матчи Смолова за сборную России | Матчи Смолова за сборную России |
| №                               | Дата                            | Оппонент                        | Счёт                            | Голы                            | Турнир                          |
| ------------------------------- | ------------------------------- | ------------------------------- | ------------------------------- | ------------------------------- | ------------------------------- |
| 1                               | 14 ноября 2012                  | США                             | 2:2                             | 1                               | Товарищеский матч               |
| 2                               | 6 февраля 2013                  | Исландия                        | 2:0                             | —                               | Товарищеский матч               |
| 3                               | 7 июня 2013                     | Португалия                      | 0:1                             | —                               | Отборочные матчи ЧМ-2014        |
| 4                               | 15 ноября 2013                  | Сербия                          | 1:1                             | —                               | Товарищеский матч               |
| 5                               | 19 ноября 2013                  | Республика Корея                | 2:1                             | 1                               | Товарищеский матч               |
| 6                               | 8 сентября 2015                 | Лихтенштейн                     | 7:0                             | 1                               | Отборочные матчи ЧЕ-2016        |
| 7                               | 9 октября 2015                  | Молдавия                        | 2:1                             | —                               | Отборочные матчи ЧЕ-2016        |
| 8                               | 12 октября 2015                 | Черногория                      | 2:0                             | —                               | Отборочные матчи ЧЕ-2016        |
| 9                               | 14 ноября 2015                  | Португалия                      | 1:0                             | —                               | Товарищеский матч               |
| 10                              | 17 ноября 2015                  | Хорватия                        | 1:3                             | 1                               | Товарищеский матч               |
| 11                              | 26 марта 2016                   | Литва                           | 3:0                             | 1                               | Товарищеский матч               |
| 12                              | 29 марта 2016                   | Франция                         | 2:4                             | —                               | Товарищеский матч               |
| 13                              | 1 июня 2016                     | Чехия                           | 1:2                             | —                               | Товарищеский матч               |
| 14                              | 5 июня 2016                     | Сербия                          | 1:1                             | —                               | Товарищеский матч               |
| 15                              | 11 июня 2016                    | Англия                          | 1:1                             | —                               | Финальные матчи ЧЕ-2016         |
| 16                              | 15 июня 2016                    | Словакия                        | 1:2                             | —                               | Финальные матчи ЧЕ-2016         |
| 17                              | 20 июня 2016                    | Уэльс                           | 0:3                             | —                               | Финальные матчи ЧЕ-2016         |
| 18                              | 31 августа 2016                 | Турция                          | 0:0                             | —                               | Товарищеский матч               |
| 19                              | 6 сентября 2016                 | Гана                            | 1:0                             | 1                               | Товарищеский матч               |
| 20                              | 5 июня 2017                     | Венгрия                         | 3:0                             | 1                               | Товарищеский матч               |
| 21                              | 9 июня 2017                     | Чили                            | 1:1                             | —                               | Товарищеский матч               |
| 22                              | 17 июня 2017                    | Новая Зеландия                  | 2:0                             | 1                               | Кубок конфедераций 2017         |
| 23                              | 21 июня 2017                    | Португалия                      | 0:1                             | —                               | Кубок конфедераций 2017         |
| 24                              | 24 июня 2017                    | Мексика                         | 1:2                             | —                               | Кубок конфедераций 2017         |
| 25                              | 7 октября 2017                  | Республика Корея                | 4:2                             | 1                               | Товарищеский матч               |
| 26                              | 10 октября 2017                 | Иран                            | 1:1                             | —                               | Товарищеский матч               |
| 27                              | 11 ноября 2017                  | Аргентина                       | 0:1                             | —                               | Товарищеский матч               |
| 28                              | 14 ноября 2017                  | Испания                         | 3:3                             | 2                               | Товарищеский матч               |
| 29                              | 23 марта 2018                   | Бразилия                        | 0:3                             | —                               | Товарищеский матч               |
| 30                              | 27 марта 2018                   | Франция                         | 1:3                             | 1                               | Товарищеский матч               |
| 31                              | 30 мая 2018                     | Австрия                         | 0:1                             | —                               | Товарищеский матч               |
| 32                              | 5 июня 2018                     | Турция                          | 1:1                             | —                               | Товарищеский матч               |
| 33                              | 14 июня 2018                    | Саудовская Аравия               | 5:0                             | —                               | Финальные матчи ЧМ-2018         |
| 34                              | 19 июня 2018                    | Египет                          | 3:1                             | —                               | Финальные матчи ЧМ-2018         |
| 35                              | 25 июня 2018                    | Уругвай                         | 0:3                             | —                               | Финальные матчи ЧМ-2018         |
| 36                              | 1 июля 2018                     | Испания                         | 1:1(п. 4:3)                     | —                               | Финальные матчи ЧМ-2018         |
| 37                              | 7 июля 2018                     | Хорватия                        | 2:2(п. 3:4)                     | —                               | Финальные матчи ЧМ-2018         |
| 38                              | 21 марта 2019                   | Бельгия                         | 1:3                             | —                               | Отборочные матчи ЧЕ-2020        |
| 39                              | 8 июня 2019                     | Сан-Марино                      | 9:0                             | 2                               | Отборочные матчи ЧЕ-2020        |
| 40                              | 4 сентября 2021                 | Кипр                            | 2:0                             | —                               | Отборочные матчи ЧМ-2022        |
| 41                              | 7 сентября 2021                 | Мальта                          | 2:0                             | 1                               | Отборочные матчи ЧМ-2022        |
| 42                              | 8 октября 2021                  | Словакия                        | 1:0                             | —                               | Отборочные матчи ЧМ-2022        |
| 43                              | 11 октября 2021                 | Словения                        | 2:1                             | —                               | Отборочные матчи ЧМ-2022        |
| 44                              | 11 ноября 2021                  | Кипр                            | 6:0                             | 1                               | Отборочные матчи ЧМ-2022        |
| 45                              | 14 ноября 2021                  | Хорватия                        | 0:1                             | —                               | Отборочные матчи ЧМ-2022        |

Итого: 45 матчей / 16 голов; 20 побед, 9 ничьих, 16 поражений.

## Достижения

### Командные
«Динамо» (Москва)
- Бронзовый призёр чемпионата России (3): 2008, 2021/22, 2023/24

«Анжи» (Махачкала)
- Бронзовый призёр чемпионата России: 2012/13

«Локомотив» (Москва)
- Серебряный призёр чемпионата России: 2018/19
- Бронзовый призёр чемпионата России: 2020/21
- Обладатель Кубка России (2): 2018/19, 2020/21
- Обладатель Суперкубка России: 2019

«Краснодар»
- Чемпион России: 2024/25

### Личные
- Член Клуба Григория Федотова (2019 год).
- Член Клуба 100 российских бомбардиров (2019 год).
- Почётная грамота Президента Российской Федерации (27 июля 2018 года) — за большой вклад в развитие отечественного футбола и высокие спортивные достижения[88]
- Лучший бомбардир чемпионата России: 2015/16, 2016/17
- Лучший бомбардир Кубка России: 2020/21
- Футболист года в России по версии РФС: 2016[источник не указан 805 дней], 2018[источник не указан 805 дней]
- Футболист года в России по версии РФПЛ: 2016[источник не указан 805 дней]
- Футболист года в России по версии «Спорт-Экспресса» (3): 2015/16, 2016/17, 2017/18
- Футболист года в России по версии еженедельника «Футбол»: 2016
- В списках 33 лучших футболистов чемпионата России : № 1 (2015/16, 2016/17, 2017/18), № 3 (2014/15, 2020/21)

## Общественная позиция
В 2022 году осудил вторжение России на Украину.